# Супрематична композиція 1
«Супрематична композиція 1» — авангардиська картина російського та українського художника-авангардиста Казимира Малевича, написана у 1916 році. Картина зберігалася у колекції українського мистецтвознавця та колекціонера Ігора Диченка. Після смерті Диченка його дружина Валерія Вірська-Котляр передала всю колекцію, включаючи і Супрематичну композицію 1, у власність держави Україна. Дарунок приймав особисто президент України Петро Порошенко. За це він нагородив Валерію Вірську-Котляр орденом княгині Ольги. «Супрематична композиція 1», разом з усією колекцією, зберігається у Мистецькому арсеналі..